# Głuszcowate
Głuszcowate (Tetraonidae) – wyróżniana dawniej rodzina ptaków z rzędu grzebiących (Galliformes), zamieszkujących Eurazję i Amerykę Północną. Jednak badania genetyczne oparte na analizie DNA nie potwierdziły statusu odrębnej rodziny, dlatego gatunki, które należały do tej rodziny, zaliczane są obecnie do rodziny kurowatych (Phasianidae). Niektórzy systematycy nadają głuszcowatym rangę podrodziny (Tetraoninae), inni zaliczają je do plemienia Tetraonini w obrębie podrodziny bażantów (Phasianinae).